# Rosa zhongdianensis
Rosa zhongdianensis — вид рослин з родини трояндових (Rosaceae); ендемік Китаю.

## Опис
Це низький кущ ≈ 2 м заввишки. Гілочки червоно-коричневі, циліндричні, зазвичай голі; колючки ростуть попарно під листям і рідко розсіяно, плоскі, широкі біля основи. Листки включно з ніжками 1.5–2.8 см; прилистки переважно прилягають до ніжки, вільні частини довгасті, залозисто запушені або голі знизу, край залозисто-запушений, верхівка округла; остови й ніжки запушені й залозисто запушені; листочків (5)7, знизу голі й залозисті часто вздовж жилок, зверху густо запушені; основа клиноподібна; край щільно подвійно пилчастий, густо залозистий верхівково; верхівка округла або усічена. Квіти поодинокі, пазушні. Чашолистків 4, ланцетні, 9–12 мм, обидві поверхні густо запушені, край цілий, верхівка довга загострена, хвостата. Пелюсток 4, білі. Плоди темно-червоні, зворотно-яйцюваті, голі. Період плодоношення: липень — вересень.

## Поширення
Ендемік Китаю: пн.-зх. Юньнань. Зростає на висотах ≈ 2600 метрів.